# وین نیوتون
وین نیوتون (انگلیسی: Wayne Newton؛ زادهٔ ۳ آوریل ۱۹۴۲) یک موسیقی‌دان و هنرپیشه اهل ایالات متحده آمریکا است. وی از سال ۱۹۶۲ میلادی تاکنون مشغول فعالیت بوده است.

## گزیده فیلمشناسی
از فیلم‌ها یا برنامه‌های تلویزیونی که وی در آن نقش داشته است می‌توان به آثار زیر اشاره کرد.
- مرخصی فریس بولر (۱۹۸۶)
- جواز قتل (۱۹۸۹)
- عقب‌مانده تاریک (۱۹۹۱)
- بهترین بهترین‌ها ۲ (۱۹۹۳)
- یازده یار اوشن (۲۰۰۱)
- به گفته جیم (۲۰۰۳)
- آس‌های دودی (۲۰۰۶)
- خماری (فیلم ۲۰۰۹) (۲۰۰۹)
- شنل‌قرمزی ۲ (۲۰۱۱)